# Puentes Viejas
Puentes Viejas est une commune de la communauté de Madrid, en Espagne.